# الغوريلا الخفية
الغوريلا الخفية كتاب من تأليف عالمي النفس كريستوفر تشابريس ودانييل سايمونز  وترجمة عمر فايد، بني الكتاب على أساس تجربة مثيرة للاهتمام أحدثت ضجة في أوساط علم النفس وظلت تستخدم مرات ومرات للتدليل على مدى ضعف العقل البشري إذا ما انصب تركيزه على شيء واحد بعينه عرفته باسم تجربة الغوريلا الخفية، وقد أحدثت ضجة لدى المطلعين العرب قبل حتى أن تصدر ترجمته. صدر الكتاب بنسخته الإنجليزية في مايو عام 2010 وترجم إلى عدد من اللغات منها العربية التي صدرت الطبعة الأولى منها عن صفحة سبعة للنشر والتوزيع في مايو عام 2020. يتكون الكتاب من ستة فصول فضلاً عن المقدمة والخاتمة.

## نبذة عن الكتاب
هناك ستة أوهام يقع فيها دماغ الإنسان دون أن يدرك ذلك وهي:
1- وهم الإنتباه
2- وهم الذاكرة
3- وهم الثقة
4- وهم المعرفة
5- وهم السبب
6- وهم المقدرة أو الإمكانية
وهم الإنتباه
```
عقل الإنسان لديه مخزون محدود من الإنتباه فلا يستطيع التركيز على أكثر من شيء في الوقت نفسه ولذلك لا تستطيع ذاكرته تخزين كل ما ينظر إليه كما تفعل كاميرة الفيديو، بل إنه لا يرى كل ما ينظر إليه بعينيه كما تم إثباته من تجربة الغوريلا. لذلك السبب ربما نجد شخصان ينظران لنفس الحدث ولكن يشاهد كلاً منهماأشياءً مختلفة عن الآخر.
```

وهم الذاكرة
ما يتذكره الإنسان يختلف عما كان يعتقد بأنه بالفعل حدث، وما تخزنه الذاكرة ليس مطابقاً للواقع وإنما إعادة تجميع للحدث مضافاً إليها توقعات الإنسان وخبرته ومشاعره تجاه الحدث، ومن هنا يُكون صورة مختلفة عن الواقع يتم تخزينها في الذاكرة.
الأحداث التي تختلط فيها الكثير من المشاعر كالحزن أو الفرح مثلا تخزن في الذاكرة بشكل مبالغ فيه ومختلف عن الواقع.
وهم الثقة
هذا الوهم له علاقة طردية مع الجهل، فكلما ازداد الإنسان جهلاً كلما ازدادت ثقته بنفسه وكلما ابتعد عن اتخاذ خطوات لتطوير ذاته.
يثق المرضى بالطبيب الذي يشخص المرض بسرعة أكثر من الطبيب الذي يحاول استشارة طبيب آخر أو يتأكد من المعلومة من خلال مراجع طبية.
وعندما تكون ضمن مجموعة ما وتعرض آرائك في البداية يعتقد الآخرون بقدراتك ومعلوماتك وخبراتك بناءً على ثقتك بنفسك وهي في الحقيقة جرأة وليست دليل على المعرفة والمقدرة.
وهم المعرفة
هذا الوهم يقع فيه حتى العلماء والخبراء حيث يعتقدون أنهم أعلم مما هم عليه بالفعل!
عندما تدخل في مشروع جديد أو تواجه تحدي جديد يتبين لك وهم المعرفة فعليك الهرب من هذا الوهم والإعتراف بالجهل.
وهم السبب
اكتشاف الأنماط هو جزء أساسي من حياة الإنسان ولكن قد يكتشف الإنسان أنماط غير موجودة (مثال شطيرة الجبن التي فيها صورة السيدة مريم أو النفق الذي ظهرت تحته صورة للمسيح)
عندما يواجه الدماغ حقيقتين أو أكثر يحاول جاهداً أن يجد العلاقة بينهم ومن ثم يحاول استخراج أسباب لهذه العلاقة وقد تكون هذه العلاقة صدفة وليس لها ارتباط حقيقي وبالتالي لا يوجد سبب للعلاقة بينهم.
وهم المقدرة أو الإمكانية
لدى الإنسان مقدرة عظيمة لتعلم مهارات جديدة إلا أن وهم مقدرة الدماغ عالي جداً بحيث يسود الاعتقاد بوجود طرق سهلة ويسيرة للوصول إلى هذه المقدرة وما عليك إلا تعلم هذه الطرق عبر التأمل والإدراك وممارسة ألعاب الألغاز والأحجيات لكي تنفتح على قدرات دماغك !!
للتغلب على هذا الوهم عليك البدء في تعلم مهارة جديدة لتدرك كم من الوقت والمجهود تستغرق لإتقان تلك المهارة.

## فصول الكتاب
- المقدمة
- الفصل الأول: "أعتقد أنني كنت لأرى هذا الأمر"
- الفصل الثاني: المدرب الذي خنق
- الفصل الثالث: العامل المشترك بين لاعبي الشطرنج الأذكياء والمجرمين الأغبياء
- الفصل الرابع: هل يجب أن تكون أقرب إلى خبيراً للأرصاد الجوية من أن تكون مديراً لصندوق تحوط؟
- الفصل الخامس: القفز إلى الاستنتاجات
- الفصل السادس: كن ذكيًا في أسرع وقت
- الخاتمة

## وصلات خارجية
- الكتاب المترجم على موقع دار صفحة سبعة للنشر والتوزيع
- لقاء مع أحد المؤلفين حول الكتاب
- قراءة في كتاب الغوريلا الخفية على موقع إثراء
- قراءة في كتاب الغوريلا الخفية على موقع المحطة
- فيديو تجربة الغوريلا الخفية